# 牧山巧樹
牧山 巧樹（まきやま こうき、1999年3月17日 - ）は、ラグビーユニオン選手。

## 略歴
2017年、御所実業高校卒業後、名古屋学院大学に入学。
2020年、名古屋学院大学ラグビー部の主将に就任。
2021年、名古屋学院大学卒業後、NTTドコモレッドハリケーンズ(現・NTTドコモレッドハリケーンズ大阪)に加入。
2024年5月、ノースハーバーに留学。
2025年5月、レッドハリケーンズ大阪を退団。